# Phaedyma hiereia
Phaedyma hiereia är en fjärilsart som beskrevs av Hans Fruhstorfer 1913. Phaedyma hiereia ingår i släktet Phaedyma och familjen praktfjärilar. Inga underarter finns listade i Catalogue of Life.